# Conseil de la Nation atikamekw
Pour les articles homonymes, voir CNA.

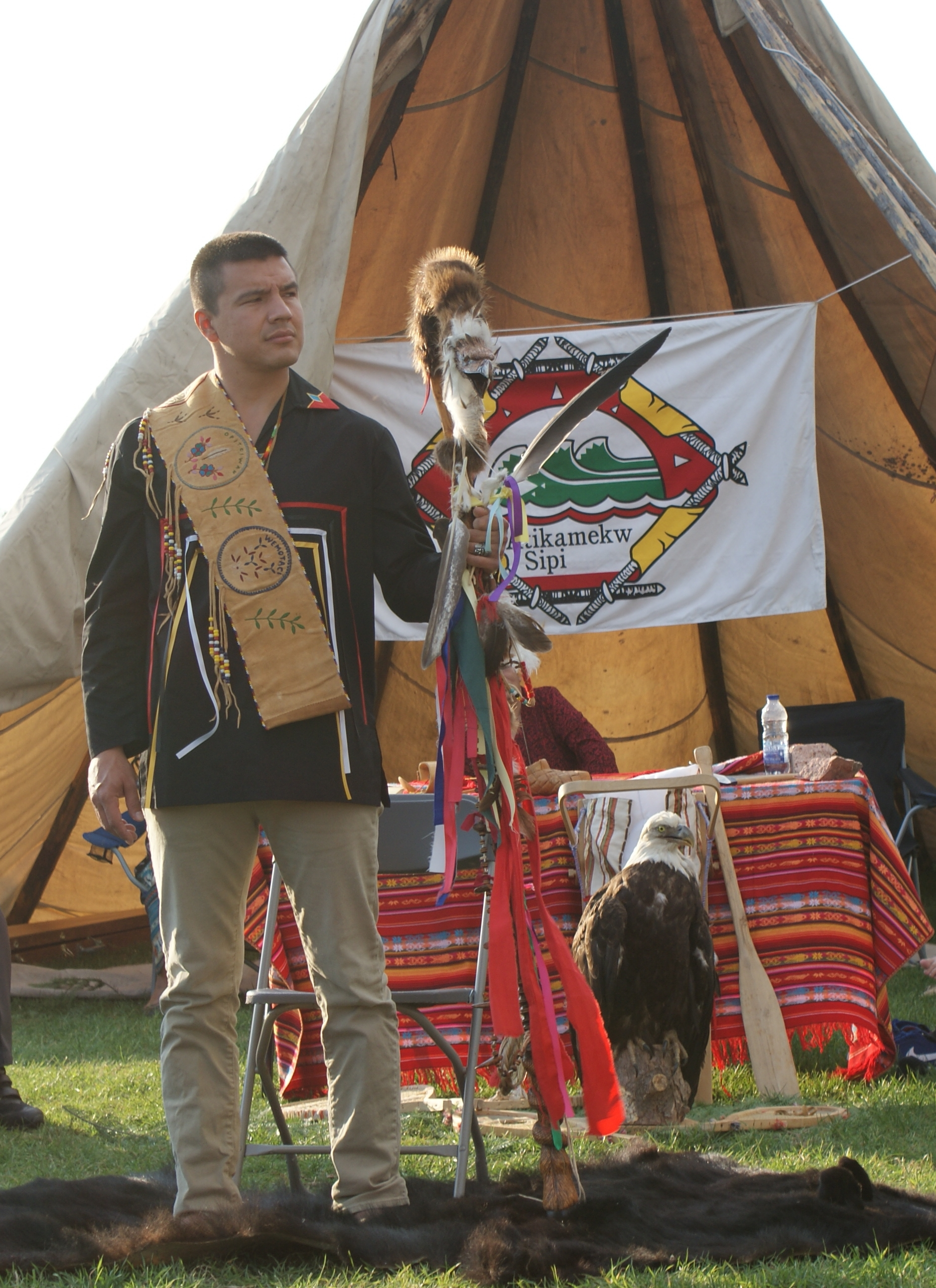
Constant Awashish lors de son assermentation en tant que grand chef du Conseil de la Nation Atikamekw en 2014, en arrière-plan le drapeau du CNA

Le Conseil de la Nation Atikamekw (CNA), dont le nom officiel est Atikamekw Sipi - Conseil de la Nation Atikamekw, est un conseil tribal au Québec regroupant les trois bandes atikamekw : Manawan, Opitciwan et Wemotaci. Ensemble, les trois bandes ont une population inscrite totale de 7 747 membres en 2016. Il est basé à La Tuque en Mauricie. Le rôle du CNA est de représenter officiellement l'ensemble des Atikamekw Nehirowisiw. En septembre 2016, le CNA a déclaré sa souveraineté sur son territoire ancestral, le Nitaskinan, couvrant environ 80 000 km2.

## Mandat
Le rôle principal du Conseil de la Nation atikamekw est de représenter l'ensemble des Attikameks auprès des gouvernements du Canada et du Québec. Il a pour but de défendre les droits et les intérêts de toute la Nation atikamekw dans tous les domaines, mais spécialement en ce qui a trait aux négociations à propos des revendications globales. En somme, les trois communautés atikamekw comprennent un total de 7 747 membres en 2016,,.
Le CNA établit des programmes et des services pour ses membres dans les domaines des services sociaux, de l'éducation, de la langue, de la culture, des services techniques ainsi que de la gestion et du développement économique. Ces programmes sont établis en vertu de protocoles signés entre les conseils des trois communautés atikamekw et le CNA.

## Histoire
Le Conseil de la Nation atikamekw a été formé en 1982. Depuis septembre 1995, il est responsable des revendications globales des Attikameks. En septembre 2016, le CNA a déclaré sa souveraineté sur son territoire ancestral, le Nitaskinan,.

## Revendication globale
À partir de 1975, les Attikameks se sont organisés afin de négocier avec les gouvernements du Canada et du Québec.
D'abord, ils s'associèrent avec les Innus du conseil tribal Mamuitun pour fonder le Conseil Atikamekw-Montagnais (CAM). En 1993, à la suite de différends au sujet des négociations, les Atikamekw se retirèrent de cette organisation.
En 1995, le mandat de négocier la revendication territorial globale des Atikamekw (Nitaskinan) est officiellement transmis au Conseil de la Nation atikamekw,.
Dans le cadre des négociations avec les deux paliers de gouvernements, le territoire des Atikamekw est divisé en trois parties :
- l'Atikamekw Kice Okimaw Aski, ou simplement Aski, qui comprend les terres entièrement possédée par les Atikamekw,
- le Kitaskino comprenant le territoire habituellement occupé et toujours utilisé et
- le Nitaskinan Cawonok, c'est-à-dire l'ensemble du territoire ancestral que les Atikamekw n'occupent plus depuis le début du XXe siècle.

Les Atikamekw réclament une indemnité pour la perte de l'usage de ce dernier. De son côté, le Kitaskino est divisé en territoires familiaux.

## Organisation
Le Conseil de la Nation atikamekw est basé à La Tuque au Québec. Le président du CNA est le grand chef élu de la Nation atikamekw. Depuis le 4 septembre 2014, il s'agit de Constant Awashish. Le conseil d'administration du CNA est composé du grand chef et des chefs des trois communautés atikamekw.